# Kurt Sommerlatt
Kurt Sommerlatt (Karlsruhe,  1928. december 25. – Karlsruhe, 2019. február 8.) válogatott német labdarúgó és edző.

## Pályafutása

### Klubcsapatban
Pályafutását 1950-ben kezdte a Karlsruher FC Phönix csapatában. 1952-ben a Karlsruher SC-be igazolt, ahol 1957-ig játszott. Ez idő alatt 2 alkalommal lett kupagyőztes és egyszer német bajnoki ezüstérmes, valamint 1954-ben a német kupa megosztott gólkirálya. 1957-től 1959-ig az FC Bayern München csapatában futballozott, ahol 1957-ben megnyerte a karrierje során harmadjára a német kupát. 1959 és 1962 között az FC La Chaux-de-Fonds játékosa és pályaedzője. A svájci csapat tagjaként 1961-ben megnyerte a svájci kupát.

### A válogatottban
1951–1956 között szerepelt az NSZK B-válogatottjában, melyben négy alkalommal lépett pályára. 1952-ben tagja volt a nyugatnémet amatőr válogatottjának, mellyel részt vett az 1952-es helsinki olimpián. Ebben az évben hét alkalommal lépett pályára.

### Edzőként
Edzői karrierje 1959-től 1974-ig tartott. Edzette az FC La Chaux-de-Fonds, a Karlsruher SC, a VfR Frankenthal, az FC 08 Homburg, az SpVgg 07 Ludwigsburg és az FK Pirmasens csapatait.

## Sikerei, díjai
Karlsruher SC
- Nyugatnémet kupa (DFB Pokal)
  - győztes: 1955, 1956
- Nyugatnémet bajnokság
  - második: 1956

 FC Bayern München
- Nyugatnémet kupa (DFB Pokal)
  - győztes: 1957

 FC La Chaux-de-Fonds
- Svájci kupa
  - győztes: 1961